# Cumulenă

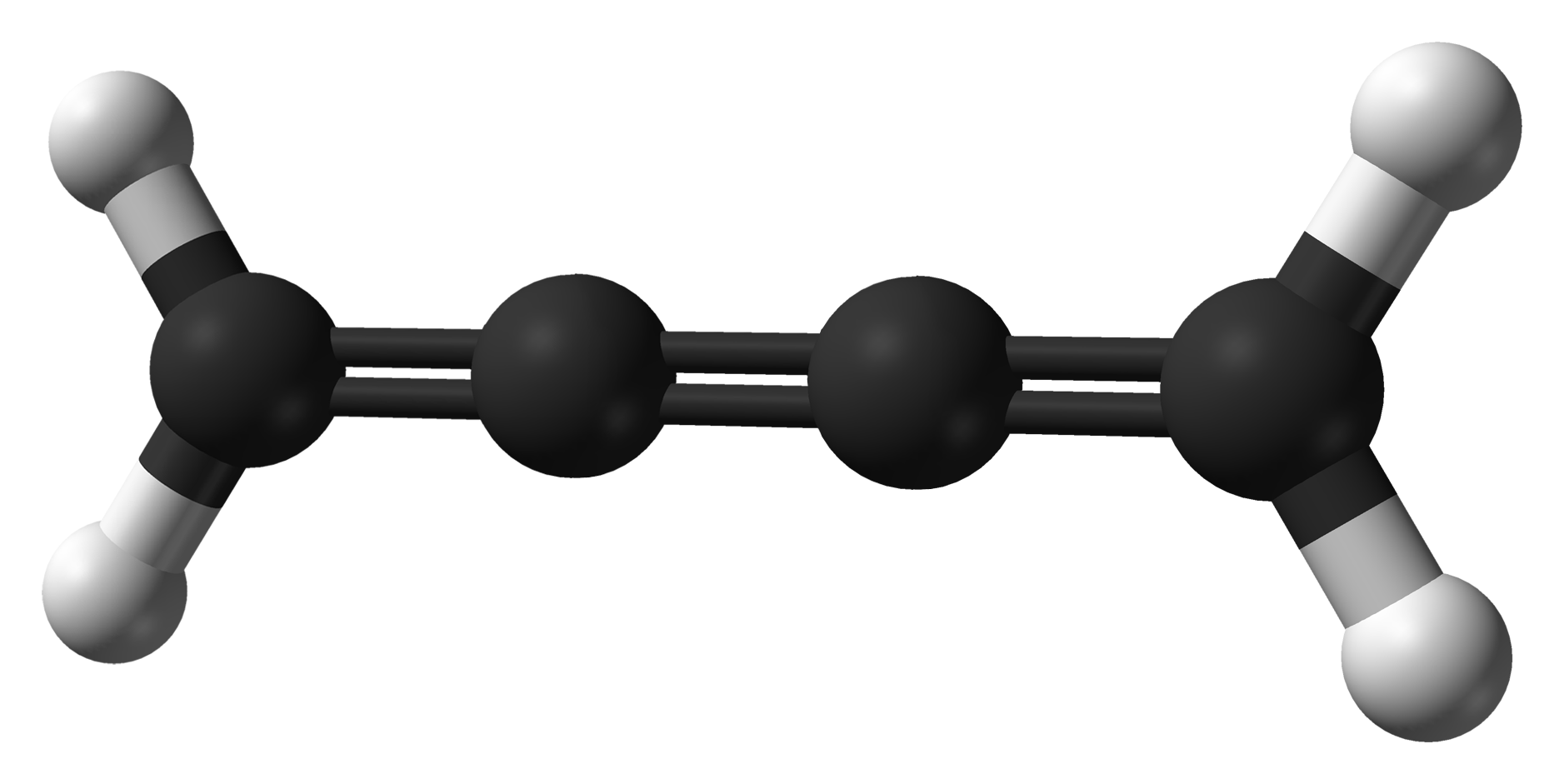
1,2,3-Butatriena, cea mai simplă cumulenă

O cumulenă este o hidrocarbură trienică cumulată, în care cel puțin doi atomi de carbon sunt implicați în minimum trei legături duble (de tipul -C=C=C=C-), pe care le realizează cu doi atomi de carbon adiacenți. Cumulenele sunt analogi ai alenelor. Cea mai simplă cumulenă și primul reprezentant al acestei clase este butatriena (H2C=C=C=CH2), denumită în mod comun și cumulenă.
Primul compus de acest tip sintetizat a fost tetrafenilbutatriena, în anul 1921.